# 乌尔斯·费舍尔 (足球运动员)
乌尔斯·费舍尔（德語：Urs Fischer，1966年2月20日—）是一位瑞士前足球运动员及现任足球教练，自2018-19赛季起执教当时的德乙俱乐部柏林联盟，并率队成功升入德甲。

## 球员生涯
费舍尔成长于苏黎世街区阿福尔特恩，他是自1973年起以后卫身份加入苏黎世足球俱乐部的青训营，并于1983-84赛季首次作为职业球员在俱乐部一线队完成首秀，于瑞士国家联赛以1比6不敌锡永。在1987年以前以及1995年至2003年期间，费舍尔共代表苏黎世参加了302场联赛并射入5球。其中在2000年，他以队长身份率队夺得瑞士盃冠军。而在1987年至1995年期间，他则代表圣加伦参加了另外243场比赛及射入10球，使之成为迄今瑞士超级联赛出场次数最多的纪录保持者。在1989年至1991年间，费舍尔还曾获得时任瑞士国家足球队主教练乌利·的征召，参加过4场国际比赛。

## 执教生涯
费舍尔于2003年5月结束其球员生涯。挂靴后，他开始担任苏黎世U14梯队的主教练，并成功在两年后转而执教U21梯队。在2007-08赛季曾短暂担任俱乐部一线队的助理教练后，他又重回U21梯队的主教练岗位。随着贝恩纳德·查兰德斯于2010年4月19日遭解雇，费舍尔起初获接替为苏黎世一线队的代理主教练，随后又获得一份期至2013年夏天止的正式主教练合同。在2010-11赛季，他曾率领苏黎世成为瑞士超级联赛亚军。2012年3月12日，他遭俱乐部即时解雇，继而于2012-13赛季的后半程开始接掌圖恩足球俱樂部的帅位。
至2015-16赛季，费舍尔出任巴塞尔足球俱乐部主教练，并与俱乐部签订了一份为期两年的合同。在他的治下，巴塞尔连夺2016年和2017年的瑞士足球冠军，以及2017年的瑞士杯冠军。2017年4月，俱乐部管理层宣布将自2017-18赛季起任命新的主教练。
2018年6月1日，费舍尔被德国足球乙级联赛俱乐部柏林联盟聘为新任主教练，他的合同一致持续至2020年止。2019年5月27日，他率领柏林联盟成功升入德甲联赛。

## 荣誉
球员生涯
- 苏黎世
  - 瑞士杯冠军：2000年

执教生涯
- 巴塞尔
  - 瑞士足球冠军：2016年、2017年
  - 瑞士杯冠军：2017年